# Serie A2 2023-2024 (calcio a 5)
La Serie A2 2023-2024 è stata la 26ª edizione di questo campionato nazionale di calcio a 5, la prima edizione così denominata a rappresentare il terzo livello. La stagione regolare è iniziata il 13 ottobre 2023 e si è conclusa il 13 aprile 2024, prolungandosi fino al 31 maggio 2024 con la disputa dei play-off.

## Regolamento
La stagione 2023-24 è segnata dalla riforma dei campionati che ha visto l'introduzione della Serie A2 Élite, che diventa il nuovo secondo livello della piramide sportiva del campionato italiano di calcio a 5, mentre la Serie A2 ne diventa il terzo livello.
Le 46 squadre sono divise in 4 gironi( due di 11 e due di 12 squadre). Verranno promosse in Serie A2 Élite sei squadre: le quattro vincenti dei gironi e le due società vincenti i play-off a cui parteciperanno le società classificatesi dal 2º al 5º di ciascun girone.
La retrocessione al campionato di Serie B interesserà 8 squadre: le 4 ultime classificate, le 2 penultime nei gironi di 12 squadre (A/D) e le 2 perdenti i play-out tra le terzultime dei gironi di 12 squadre (A/D) e le penultime dei gironi di 11 squadre (B/C).
Nelle gare ufficiali è fatto obbligo di inserire in distinta giocatori che abbiano compiuto il 15º anno di età, di cui almeno 10 devono essere formati in Italia.

### Criteri in caso di arrivo a pari punti
In caso di parità di punteggio fra due o più squadre al termine di un campionato, si procede alla compilazione:
- a) dei punti conseguiti negli incontri diretti;
- b) a parità di punti, della differenza tra le reti segnate e quelle subite negli stessi incontri;
- c) della differenza fra reti segnate e subite negli incontri diretti fra le squadre interessate;
- d) della differenza fra reti segnate e subite al termine della Stagione Regolare;
- e) del maggior numero di reti segnate al termine della Stagione Regolare;
- f) del minor numero di reti subite al termine della Stagione Regolare;
- g) del maggior numero di vittorie realizzate al termine della Stagione Regolare;
- h) del minor numero di sconfitte subite al termine della Stagione Regolare;
- i) del maggior numero di vittorie esterne al termine della Stagione Regolare;
- j) del minor numero di sconfitte interne al termine della Stagione Regolare;
- k) del sorteggio.

## Girone A

### Squadre partecipanti
Il girone A comprende 3 squadre lombarde e venete, 2 squadre piemontesi e una a testa da Valle d'Aosta, Trentino-Alto Adige, Friuli-Venezia Giulia e Sardegna.

### Classifica
|  | Pos. | Squadra          | Pt | G  | V  | N | P  | GF | GS | DR  |
|  | ---- | ---------------- | -- | -- | -- | - | -- | -- | -- | --- |
|  | 1.   | Maccan Prata     | 43 | 22 | 13 | 4 | 5  | 94 | 58 | +36 |
|  | 2.   | Olympia Rovereto | 39 | 22 | 13 | 3 | 7  | 81 | 55 | +26 |
|  | 3.   | Milano           | 37 | 22 | 11 | 4 | 7  | 64 | 74 | -10 |
|  | 4.   | Sestu            | 36 | 22 | 9  | 9 | 4  | 67 | 54 | +13 |
|  | 5.   | MGM 2000         | 35 | 22 | 10 | 5 | 7  | 86 | 68 | +18 |
|  | 6.   | Belluno          | 33 | 22 | 9  | 6 | 7  | 57 | 60 | -3  |
|  | 7.   | Avis Isola       | 30 | 22 | 9  | 4 | 9  | 73 | 77 | -4  |
|  | 8.   | Videoton Crema   | 28 | 22 | 7  | 7 | 8  | 71 | 80 | -9  |
|  | 9.   | Cornedo          | 27 | 22 | 6  | 9 | 7  | 63 | 69 | -6  |
|  | 10.  | Aosta            | 21 | 22 | 5  | 6 | 11 | 65 | 79 | -14 |
|  | 11.  | Villorba         | 19 | 22 | 5  | 4 | 13 | 67 | 89 | -22 |
|  | 12.  | Asti Orange      | 14 | 22 | 3  | 5 | 14 | 54 | 79 | -25 |

### Verdetti
- Maccan Prata e, dopo i play-off, Olympia Rovereto promossi in Serie A2 Élite 2024-2025.
- Asti Orange e Villorba retrocessi in Serie B 2024-2025.

## Girone B

### Squadre partecipanti
Il girone B comprende 4 squadre emiliano-romagnole, 2 da Toscana, Lazio e Marche e 1 società umbra.

### Classifica
|  | Pos. | Squadra          | Pt | G  | V  | N | P  | GF | GS | DR  |
|  | ---- | ---------------- | -- | -- | -- | - | -- | -- | -- | --- |
|  | 1.   | Ternana          | 50 | 20 | 16 | 2 | 2  | 96 | 47 | +49 |
|  | 2.   | OR Reggio Emilia | 37 | 20 | 11 | 4 | 5  | 81 | 51 | +30 |
|  | 3.   | Bologna          | 36 | 20 | 11 | 3 | 6  | 49 | 41 | +8  |
|  | 4.   | Dozzese          | 34 | 20 | 11 | 1 | 8  | 83 | 81 | +2  |
|  | 5.   | Potenza Picena   | 29 | 20 | 8  | 5 | 7  | 84 | 85 | -1  |
|  | 6.   | Prato            | 23 | 20 | 7  | 2 | 11 | 53 | 51 | +2  |
|  | 7.   | Roma 3Z          | 23 | 20 | 6  | 5 | 9  | 56 | 75 | -19 |
|  | 8.   | Russi            | 23 | 20 | 6  | 5 | 9  | 70 | 74 | -4  |
|  | 9.   | Buldog Lucrezia  | 22 | 20 | 7  | 1 | 12 | 48 | 64 | -16 |
|  | 10.  | Real Fabrica     | 19 | 20 | 6  | 1 | 13 | 51 | 73 | -22 |
|  | 11.  | Atlante Grosseto | 18 | 20 | 5  | 3 | 12 | 63 | 92 | -29 |

### Verdetti
- Ternana promossa in Serie A2 Élite 2024-2025.
- Atlante Grosseto e, dopo i play-out, Real Fabrica retrocessi in Serie B 2024-2025.

## Girone C
Il girone C comprende 7 squadre laziali e 4 abruzzesi.

### Classifica
|  | Pos. | Squadra          | Pt | G  | V  | N | P  | GF  | GS  | DR   |
|  | ---- | ---------------- | -- | -- | -- | - | -- | --- | --- | ---- |
|  | 1.   | Tombesi          | 45 | 20 | 14 | 3 | 3  | 111 | 47  | +64  |
|  | 2.   | Sporting Hornets | 42 | 20 | 13 | 3 | 4  | 119 | 52  | +67  |
|  | 3.   | EUR              | 42 | 20 | 13 | 3 | 4  | 98  | 62  | +36  |
|  | 4.   | Academy Pescara  | 39 | 20 | 12 | 3 | 5  | 74  | 61  | +13  |
|  | 5.   | Cioli AV         | 38 | 20 | 11 | 5 | 4  | 85  | 60  | +25  |
|  | 6.   | Italpol Roma     | 38 | 20 | 12 | 2 | 6  | 84  | 59  | +35  |
|  | 7.   | Celano           | 20 | 20 | 6  | 2 | 12 | 72  | 85  | -13  |
|  | 8.   | A.M.B. Frosinone | 19 | 20 | 5  | 4 | 11 | 69  | 106 | -37  |
|  | 9.   | Città di Anzio   | 18 | 20 | 5  | 3 | 12 | 68  | 83  | -15  |
|  | 10.  | Real Dem         | 7  | 20 | 2  | 2 | 16 | 32  | 151 | -119 |
|  | 11.  | Castel Fontana   | 5  | 20 | 1  | 2 | 17 | 40  | 96  | -56  |

### Verdetti
- Tombesi promossa in Serie A2 Élite 2024-2025.
- Castel Fontana e, dopo i play-out, Real Dem retrocessi in Serie B 2024-2025.

## Girone D
Il girone D comprende 6 squadre pugliesi, 5 siciliane e una calabrese.

### Classifica
|  | Pos. | Squadra                 | Pt | G  | V  | N | P  | GF  | GS  | DR  |
|  | ---- | ----------------------- | -- | -- | -- | - | -- | --- | --- | --- |
|  | 1.   | New Taranto             | 50 | 22 | 15 | 5 | 2  | 113 | 49  | +64 |
|  | 2.   | Atletico Canicattì      | 50 | 22 | 16 | 2 | 4  | 126 | 83  | +44 |
|  | 3.   | Mascalucia              | 41 | 22 | 13 | 2 | 7  | 87  | 67  | +20 |
|  | 4.   | Audace Monopoli         | 35 | 22 | 9  | 8 | 5  | 82  | 74  | +8  |
|  | 5.   | Bitonto                 | 35 | 22 | 11 | 2 | 9  | 79  | 79  | 0   |
|  | 6.   | Lamezia                 | 33 | 22 | 10 | 3 | 9  | 75  | 69  | +6  |
|  | 7.   | Sammichele              | 30 | 22 | 8  | 6 | 8  | 59  | 67  | -8  |
|  | 8.   | Dream T. Palo del Colle | 25 | 22 | 7  | 4 | 11 | 64  | 73  | -9  |
|  | 9.   | GEAR Sport              | 21 | 22 | 6  | 3 | 13 | 91  | 105 | -14 |
|  | 10.  | Messina Futsal          | 20 | 22 | 5  | 5 | 12 | 84  | 126 | -42 |
|  | 11.  | Città di Palermo        | 17 | 22 | 5  | 2 | 15 | 55  | 89  | -34 |
|  | 12.  | Aquile Molfetta         | 16 | 22 | 4  | 4 | 14 | 63  | 97  | -34 |

### Verdetti
- New Taranto e, dopo i play-off, Mascalucia promossi in Serie A2 Élite 2024-2025.
- Aquile Molfetta e Città di Palermo retrocessi in Serie B 2024-2025.

## Play-off

### Formula
Per definire le ultime due promozioni in Serie A2 Élite 2024-2025 si svolgeranno dei play-off a cui partecipano le 16 squadre classificatesi dal 2º al 5º posto in ogni girone. I primi due turni si svolgeranno all'interno dello stesso girone, con formula di andata e ritorno (la squadra meglio classificata giocherà il ritorno in casa): in caso di parità nel numero complessivo di reti al termine della gara di ritorno verranno svolti due tempi supplementari di 5'. In caso di ulteriore parità passerà il turno la squadra meglio classificata nella stagione regolare. Le finali saranno disputate in gara secca, in campo neutro nell'ambito delle Futsal Finals. In caso di parità verranno svolti supplementari ed eventualmente i tiri di rigore.
| Girone A | Girone A         | Girone B | Girone B         | Girone C | Girone C         | Girone D | Girone D           |
| Pos.     | Squadra          | Pos.     | Squadra          | Pos.     | Squadra          | Pos.     | Squadra            |
| 2        | Olympia Rovereto | 2        | OR Reggio Emilia | 2        | Sporting Hornets | 2        | Atletico Canicattì |
| 3        | Milano           | 3        | Bologna          | 3        | EUR              | 3        | Mascalucia         |
| 4        | Sestu            | 4        | Dozzese          | 4        | Academy Pescara  | 4        | Audace Monopoli    |
| 5        | MGM 2000         | 5        | Potenza Picena   | 5        | Cioli AV         | 5        | Bitonto            |

### Tabelloni

#### Gironi A-B
|  | Quarti di finale | Quarti di finale | Quarti di finale | Quarti di finale | Quarti di finale |  |  | Semifinali       | Semifinali       | Semifinali | Semifinali | Semifinali |  |  | Finale           | Finale           | Finale |  |
|  |                  |                  |                  |                  |                  |  |  |                  |                  |            |            |            |  |  |                  |                  |        |  |
|  | A2               | Olympia Rovereto | 4                | 2                | 6                |  |  |                  |                  |            |            |            |  |  |                  |                  |        |  |
|  | A5               | MGM 2000         | 2                | 1                | 3                |  |  | Olympia Rovereto | Olympia Rovereto | 4          | 4          | 8          |  |  |                  |                  |        |  |
|  | A3               | Milano (dts)     | 3                | 8                | 11               |  |  | Milano           | Milano           | 1          | 5          | 6          |  |  |                  |                  |        |  |
|  | A4               | Sestu            | 6                | 3                | 9                |  |  |                  |                  |            |            |            |  |  | Olympia Rovereto | Olympia Rovereto | 4      |  |
|  | B2               | OR Reggio Emilia | 1                | 4                | 5                |  |  |                  |                  | Bologna    | Bologna    | 3          |  |  |                  |                  |        |  |
|  | B5               | Potenza Picena   | 3                | 0                | 3                |  |  | OR Reggio Emilia | OR Reggio Emilia | 5          | 3          | 8          |  |  |                  |                  |        |  |
|  | B3               | Bologna          | 0                | 6                | 6                |  |  | Bologna          | Bologna          | 6          | 3          | 9          |  |  |                  |                  |        |  |
|  | B4               | Dozzese          | 1                | 2                | 3                |  |  |                  |                  |            |            |            |  |  |                  |                  |        |  |

#### Gironi C-D
|  | Quarti di finale | Quarti di finale   | Quarti di finale | Quarti di finale | Quarti di finale |  |  | Semifinali | Semifinali | Semifinali | Semifinali | Semifinali |  |  | Finale | Finale | Finale |  |
|  |                  |                    |                  |                  |                  |  |  |            |            |            |            |            |  |  |        |        |        |  |
|  | C2               | Sporting Hornets   | 3                | 3                | 6                |  |  |            |            |            |            |            |  |  |        |        |        |  |
|  | C5               | Cioli AV           | 7                | 3                | 10               |  |  | Cioli AV   | Cioli AV   | 1          | 5          | 6          |  |  |        |        |        |  |
|  | C3               | EUR                | 2                | 6                | 8                |  |  | EUR        | EUR        | 3          | 6          | 9          |  |  |        |        |        |  |
|  | C4               | Academy Pescara    | 1                | 3                | 4                |  |  |            |            |            |            |            |  |  | EUR    | EUR    | 2      |  |
|  | D2               | Atletico Canicattì | 2                | 7                | 9                |  |  |            |            | Mascalucia | Mascalucia | 3          |  |  |        |        |        |  |
|  | D5               | Bitonto            | 7                | 5                | 12               |  |  | Bitonto    | Bitonto    | 2          | 4          | 6          |  |  |        |        |        |  |
|  | D3               | Mascalucia (dts)   | 2                | 4                | 6                |  |  | Mascalucia | Mascalucia | 3          | 4          | 7          |  |  |        |        |        |  |
|  | D4               | Audace Monopoli    | 2                | 4                | 6                |  |  |            |            |            |            |            |  |  |        |        |        |  |

### Partite

#### Quarti di finale
Le gare di andata si sono giocate il 27 aprile 2024, mentre quelle di ritorno il 4 maggio 2024 (ad eccezione di Bologna-Dozzese, giocata il 3 maggio 2024).
| Squadra 1       | Totale | Squadra 2          | Andata | Ritorno     |
| --------------- | ------ | ------------------ | ------ | ----------- |
| MGM 2000        | 3 - 6  | Olympia Rovereto   | 2 - 4  | 1 - 2       |
| Sestu           | 9 - 11 | Milano             | 6 - 3  | 3 - 8 (dts) |
| Potenza Picena  | 3 - 5  | OR Reggio Emilia   | 3 - 1  | 0 - 4       |
| Dozzese         | 3 - 6  | Bologna            | 1 - 0  | 2 - 6       |
| Cioli AV        | 10 - 6 | Sporting Hornets   | 7 - 3  | 3 - 3       |
| Academy Pescara | 4 - 8  | EUR                | 1 - 2  | 3 - 6       |
| Bitonto         | 12 - 9 | Atletico Canicattì | 7 - 2  | 5 - 7       |
| Audace Monopoli | 6 - 6  | Mascalucia         | 2 - 2  | 4 - 4 (dts) |

#### Semifinale
Le gare di andata si sono svolte l'11 maggio 2024, mentre quelle di ritorno si sono giocate il 18 maggio 2024.
| Squadra 1 | Totale | Squadra 2        | Andata | Ritorno |
| --------- | ------ | ---------------- | ------ | ------- |
| Milano    | 6 - 8  | Olympia Rovereto | 1 - 4  | 5 - 4   |
| Bologna   | 9 - 8  | OR Reggio Emilia | 6 - 5  | 3 - 3   |
| Cioli AV  | 6 - 9  | EUR              | 1 - 3  | 5 - 6   |
| Bitonto   | 6 - 7  | Mascalucia       | 2 - 3  | 4 - 4   |

#### Finale
Le finali si sono svolte in gara unica su campo neutro, presso il PalaCattani di Faenza, nell'ambito delle Futsal Finals, il 31 maggio 2024.
| Squadra 1 | Risultato | Squadra 2        |
| --------- | --------- | ---------------- |
| Bologna   | 3 - 4     | Olympia Rovereto |
| EUR       | 2 - 3     | Mascalucia       |

| Arbitri: | Amir Krupic (Brescia) Lorenzo Zorzi (Reggio Emilia) |
| Crono:   | Daniele Marco Ciriotto (Treviso)                    |

|                                |           |                                              |
| Batella 3'16'’ Mentasti 5'37'’ | Marcatori | 8'24'’, 33'06'’ Nicolosi 35'37'’ João Víctor |

| Arbitri: | Vincenzo Buzzacchino (Taranto) Roberto Galasso (Aprilia) |
| Crono:   | Letizia Fabiola Macca (Imola)                            |

|                                                |           |                                                                               |
| Ansaloni 7'16'’ Pritoni 16'22'’ Jander 38'05'’ | Marcatori | 11'11'’ Bazzanella 12'12'’ Maddalosso 26'58'’ Thyago Augusto 30'47'’ Moufakir |

## Play-out

### Formula
Per determinare le ulteriori due retrocessioni in Serie B 2024-2025 si darà luogo ai play-out a cui partecipano le società classificatesi in terzultima posizione nei gironi A e D e in penultima posizione nei gironi B e C durante la stagione regolare. La squadra del girone A è abbinata a quella del girone B, mentre quella del girone C a quella del girone D. Per ogni accoppiamento si darà luogo a un incontro andata e ritorno, con la squadra sorteggiata che giocherà il ritorno in casa: in caso di parità nel numero complessivo di reti al termine della gara di ritorno verranno svolti due tempi supplementari di 5' ciascuno e, in caso di ulteriore parità, ai tiri di rigore..

### Partite
| Squadra 1      | Totale | Squadra 2 | Andata | Ritorno |
| -------------- | ------ | --------- | ------ | ------- |
| Real Fabrica   | 3 - 11 | Aosta     | 1 - 3  | 2 - 8   |
| Messina Futsal | 13 - 9 | Real Dem  | 3 - 1  | 10 - 8  |

### Risultati

#### Andata
| Messina 27 aprile 2024, ore 15:00 | Messina Futsal | 3 – 1 referto | Real Dem | Palestra Montepiselli |

| Fabrica di Roma 27 aprile 2024, ore 16:00 | Real Fabrica | 1 – 3 referto | Aosta | PalaAnselmi |

#### Ritorno
| Chieti 4 maggio 2024, ore 15:00 | Real Dem | 8 – 10 referto | Messina Futsal | PalaTricalle |

| Aosta 4 maggio 2024, ore 16:00 | Aosta | 8 – 2 referto | Real Fabrica | Centro Sportivo Montfleury |